# ات-هاینریش کلر

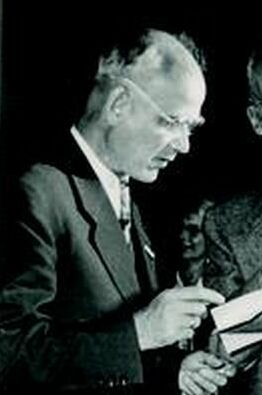

ادوارداُت-هاینریش کلر (به آلمانی: Eduard Ott-Heinrich Keller) (زاده ۲۲ ژوئن ۱۹۰۶ در فرانکفورت-درگذشته ۵ دسامبر ۱۹۹۰ در هاله) ریاضیدان اهل آلمان بود. 

## زندگی و کارنامه
او در دانشگاههای وین، برلین و گوتینگن تحصیل کرد و در دانشگاه گوته فرانکفورت با سرپرستی ماکس دن درجه دکتری ریاضیات را دریافت کرد. سپس در فرانکفورت و دانشگاه فنی برلین به عنوان دستیار به کار سرگرم شد و در سال ۱۹۴۶ در دانشگاه مونستر به درجه استادی رسید. 
زمینه پژوهشی کلر به‌طور عمومی هندسه بود و او دستاوردها و حدسهای فراوانی در این زمینه دارد. برای نمونه این حدس نامدار او که هر فضای {\displaystyle d} بُعدی را با مکعب‌های {\displaystyle d} بعدی با حج یکسان می‌توان پر کرد. خود او در رساله دکترایش این حدس را برای {\displaystyle d=5,6} ثابت کرده بود. این حدس همچنین می گوید که در یک چنین فضاپرکنی ای، همواره دستکم دو مکعب یافت می‌شوند که یک وجه
مشترک {\displaystyle d-1} بعدی دارند. در سال ۱۹۹۲ جفری لاگاریاس و پیتر شر ثابت کردند که این حدس برای {\displaystyle d\geq 9} نادرست است. در سال ۲۰۰۰ مثال نقض دیگری برای این حدس در حالت
{\displaystyle d=8} داده شد و بنابراین تنها حالت {\displaystyle d=7} باقی می‌ماند که تا امروز باز مانده است. خود کلر نادرست بودن این حدس را در رساله اش حدس زده بود. 
کلر همچنین به هندسه جبری پرداخت. در این شاخه او روی تبدیل‌های کرمونا کار کرد که در رده بندی تکینگیهای خم‌های جبری کارآمد هستند. او در سال ۱۹۳۹ حدس نامبردار به حدس ژاکوبی را فرمول بندی کرد که هنوز هم یکی از مسائل مهم حل نشده ریاضی است. 
کلر در سال ۱۹۶۱ رئیس انجمن ریاضی آلمان بود. 